# Aeroportul Internațional Pisa
Aeroportul Internațional Pisa (în italiană Aeroporto Internazionale di Pisa) (IATA: PSA, ICAO: LIRP) este un aeroport din Pisa, Provincia Pisa, Toscana, Italia ce deservește zona Pisa. Aeroportul a fost tranzitat în 2024 de 5.547.008 pasageri. A fost deschis în 1911 și numit după zona deservită.
Situat la o altitudine de 2 m, aeroportul dispune de 2 piste. Este operat de Italian Air Force⁠(d).

## Infrastructură

### Piste
Aeroportul dispune de 2 piste. Pista 04L/22R are suprafața de asfalt și dimensiunile 2.736 m × 45 m. Pista 04R/22L are suprafața de asfalt și dimensiunile 2.992 m × 45 m. 